# Dengie
Dengie ist ein Dorf (Civil Parish) mit ca. 120 Einwohnern im Osten der nach dem Ort benannten Dengie-Halbinsel in der Grafschaft Essex im Südosten Englands.

## Lage und Klima
Der Ort Dengie liegt etwa 37 km (Fahrtstrecke) südöstlich der Großstadt Chelmsford in einer Höhe von etwa 20 m. Das Klima ist gemäßigt; Regen (ca. 600 mm/Jahr) fällt übers Jahr verteilt.

## Wirtschaft
Die Gegend um Dengie ist überwiegend landwirtschaftlich geprägt. Auch der Tourismus spielt eine gewisse Rolle im Wirtschaftsleben des Ortes.

## Geschichte
Etwa 12 km nordöstlich errichteten die Römer das Kastell Othona; aus seinen Resten entstand unter der Leitung des Bischofs Cedd († 664) um die Mitte des 7. Jahrhunderts ein Kloster mit einer der ältesten erhaltenen Kirchen Englands (St. Peter-on-the-Wall). Der Ortsname wird im 8. Jahrhundert erstmals als Deningei erwähnt; im Domesday Book von 1086 wird er Daneseia genannt. Im Zweiten Weltkrieg befand sich hier eine Radarstation.

## Sehenswürdigkeiten
Die vom ehemaligen Friedhof umschlossene St James’ Church entstand im 11. oder 12. Jahrhundert, doch stammt ihr heutiger Zustand im Wesentlichen aus dem 14. und 15. Jahrhundert. Kirchenschiff und Apsis sind nicht gewölbt, sondern werden von einem offenen Dachstuhl bedeckt. Die Kirche verfügt über einen kleinen, in England eher seltenen Glockengiebel.